# Static Major
Static Major, de son vrai nom Stephen Garrett (11 novembre 1974 – 25 février 2008), est un auteur-compositeur-interprète, rappeur et producteur de musique américain, membre du trio RnB Playa. Static Major gagne une popularité posthume pour avoir participé à la chanson Lollipop de l'album Tha Carter III de Lil Wayne publié en 2008. Il est auteur-compositeur pour plusieurs artistes et groupes comme Aaliyah, Ginuwine, Pretty Ricky, et Destiny's Child.
Static a écrit la majeure partie des paroles dans l'album éponyme d'Aaliyah publié en 2001. Une vidéo publiée sur YouTube faisant participer Static Major aux côtés de Smoke E. Digglera de Playa est reprise dans la chanson Look What You've Done du rappeur Drake, issue de son album Take Care. Il meurt prématurément dans une chambre d'hôpital ; son premier album ne sera jamais publié.

## Biographie
Static lance sa carrière de producteur en signant avec le label Swing Mob Records. Major collabore avec Ginuwine. Major aide aussi à produire la chanson Pony qui deviendra un véritable succès et la première pierre à l'édifice pour Major et Timbaland. Il devient par la suite membre du groupe Playa, signé chez Def Jam, mieux connu pour le single Cheers 2 U. Playa publie un album homonyme en 1997.
Après avoir collaboré avec Ginuwine, Static assiste à la production du premier album de Nicole Wray, Make It Hot, publié en 1998. Static Major devient ensuite auteur-compositeur principal pour Aaliyah. Ses collaborations avec Aaliyah incluent Are You that Somebody?, présente dans la bande-son du film Dr Dolittle, et les singles Come Back in One Piece et Try Again. Les chansons More than a Woman, We Need a Resolution, Rock the Boat, Loose Rap, Extra Smooth, I Refuse, Read Between the Lines, Those Were The Days, et Never No More sont toutes présentes dans le troisième et dernier album Aaliyah. Static participe au total à quatre singles à succès d'Aaliyah qui atteignent le top 25 du Billboard Hot 100,.
Static collaborait fréquemment avec le groupe RnB Pretty Ricky, sur notamment la chanson Juicy, issue de leur album Bluestars. L'une de ses dernières œuvres s'intitule Lollipop de Lil Wayne's issu de l'album Tha Carter III. Suppertime est le premier album solo de Static Major qui devait être publié au label OG Music/Blackground en 2008.

## Mort
En février 2008, Garrett se présente au Baptist Health Hospital de Louisville. Après une douzaine d'heures au cours desquelles il est soumis à une série de tests et d'examens les médecins lui diagnostiquent une myasthénie généralisée: une maladie auto-immune caractérisée par une grande faiblesse musculaire et une fatigabilité excessive. Les médecins prescrivent une plasmaphérèse, un traitement semblable à l'hémodialyse, mais qui consiste non pas à filtrer le sang, mais plutôt le plasma sanguin.
Une maladie auto-immune est une anomalie du système immunitaire qui amène le corps à produire des auto-anticorps qui s'attaquent par la suite aux organes sains du patient. La filtration du plasma sanguin permet de se débarrasser rapidement de ces auto-anticorps. Des cathéters doivent être implantés dans le cou et dans la région thoracique afin d'extraire le sang qui passe dans un filtreur avant d'être réinjecté dans le corps une fois les auto-anticorps retirés.
Un des risques de la procédure est de perforer des organes en insérant le cathéter dans le cou et de causer une hémorragie. Aussi, pour éviter que le sang ne coagule dans le filtreur, du citrate de sodium est mélangé au sang extrait. Le citrate de sodium cause toutefois le risque que le patient tombe en hypocalcémie. Pour cette raison, on implante généralement un troisième cathéter dans le bras pour irriguer le patient avec une solution saline et contrôler le taux de calcium. 
Lors du traitement Garrett s'est plaint de douleurs lors de l'insertion du cathéter au niveau du cou. De plus, on a omis l'implantation d'un troisième cathéther dans le bras. Lorsqu'une infirmière est venue lui retirer son cathéter au cou, il est tombé en détresse respiratoire et n'a jamais repris conscience. Il décède subitement le 25 février 2008.

## Discographie

### Productions
- 1996 : Ginuwine : Pony
- 1998 : Playa : Cheers to You
- 1998 : Aaliyah : Are You That Somebody?
- 1998 : Ginuwine : Same Ol' G
- 1999 : Nicole Wray : Eyes Better Not Wander
- 1999 : Ginuwine : So Anxious
- 2000 : Destiny's Child : Say My Name (Timbaland's Remix)
- 2000 : Aaliyah : Try Again
- 2000 : Aaliyah (Ft. DMX) : Come Back in One Piece
- 2001 : Aaliyah : We Need a Resolution
- 2001 : Aaliyah : More Than a Woman
- 2001 : Aaliyah : Rock The Boat
- 2002 : Truth Hurts : Addictive
- 2002 : Aaliyah : Don't Know What to Tell Ya
- 2002 : Aaliyah : Erica Kane
- 2004 : Brandy : Come as You Are
- 2006 : P. Diddy & Christina Aguilera : Tell Me
- 2007 : Pretty Ricky : On the Hotline
- 2007 : Pretty Ricky : Juicy
- 2007 : Trey Songz : Business and Pleasure
- 2008 : Static Major Featuring Lil Wayne : I Got My
- 2008 : Lil Wayne Featuring Static Major : Lollipop